# Championnats de France de natation 2012
Navigation
Strasbourg 2011 Rennes 2013
Les Championnats de France de natation en grand bassin 2012 se déroulent du 18 au 25 mars 2012 à Dunkerque, dans le département du Nord.

## Les minima qualificatifs
Les championnats sont qualificatifs pour les Jeux olympiques (28 juillet - 4 août à Londres) et les championnats d'Europe (21 - 27 mai à Debrecen).

Pour se qualifier, il faut satisfaire 2 conditions :
- terminer dans les deux premiers de la finale pour les Jeux olympiques, dans les quatre premiers pour les championnats d'Europe ;
- réaliser les minima suivants :

## Résultats

### Podium hommes
| Discipline | Or                                             | Temps            | Argent                                         | Temps         | Bronze                                       | Temps          |
| Nage libre |                                                |                  |                                                |               |                                              |                |
| 50 m       | Amaury Leveaux Q Lagardère Paris Racing        | 21 s 93          | Florent Manaudou Q CN Marseille                | 21 s 95       | Fabien Gilot CN Marseille                    | 21 s 96        |
| 100 m      | Yannick Agnel Q Olympic Nice Natation          | 48 s 02          | Fabien Gilot Q CN Marseille                    | 48 s 38       | Clément Lefert Olympic Nice Natation         | 48 s 64        |
| 200 m      | Yannick Agnel Q Olympic Nice Natation          | 1 min 44 s 42 RF | Amaury Leveaux Q Lagardère Paris Racing        | 1 min 46 s 72 | Grégory Mallet CN Marseille                  | 1 min 46 s 77  |
| 400 m      | Sébastien Rouault Mulhouse ON                  | 3 min 49 s 15    | Anthony Pannier AAS Sarcelles Nat. 95          | 3 min 50 s 15 | Damien Joly CN Antibes                       | 3 min 50 s 67  |
| 1 500 m    | Anthony Pannier AAS Sarcelles Nat. 95          | 15 min 1 s 43    | Damien Joly CN Antibes                         | 15 min 2 s 43 | Sébastien Rouault Mulhouse ON                | 15 min 10 s 09 |
| Dos        |                                                |                  |                                                |               |                                              |                |
| 50 m       | Camille Lacourt CN Marseille                   | 24 s 81          | Dorian Gandin CN Marseille                     | 25 s 48       | Joris Hustache Stade français Ol. Courbevoie | 26 s 07        |
| 100 m      | Camille Lacourt Q CN Marseille                 | 52 s 75          | Benjamin Stasiulis Q Amiens Métropole Natation | 53 s 98       | Jérémy Stravius Amiens Métropole Natation    | 54 s 04        |
| 200 m      | Benjamin Stasiulis Q Amiens Métropole Natation | 1 min 56 s 39 RF | Eric Ress CN Antibes                           | 1 min 58 s 78 | Joris Hustache Stade français Ol. Courbevoie | 2 min 1 s 38   |
| Brasse     |                                                |                  |                                                |               |                                              |                |
| 50 m       | Giacomo Perez-Dortona CN Marseille             | 27 s 83          | Hugues Duboscq CN Le Havre                     | 28 s 42       | Welstead Joseph Montauban Natation           | 28 s 54        |
| 100 m      | Giacomo Perez-Dortona CN Marseille             | 1 min 0 s 86     | Hugues Duboscq CN Le Havre                     | 1 min 2 s 11  | Thomas Dahlia CN Antibes                     | 1 min 2 s 37   |
| 200 m      | Hugues Duboscq CN Le Havre                     | 2 min 13 s 27    | Thomas Dahlia CN Antibes                       | 2 min 13 s 83 | Giacomo Perez-Dortona CN Marseille           | 2 min 14 s 54  |
| Papillon   |                                                |                  |                                                |               |                                              |                |
| 50 m       | Amaury Leveaux Lagardère Paris Racing          | 23 s 65          | Frédérick Bousquet CN Marseille                | 23 s 70       | Florent Manaudou CN Marseille                | 23 s 72        |
| 100 m      | Clément Lefert Olympic Nice Natation           | 52 s 48          | Romain Sassot Lyon Natation                    | 52 s 86       | Mehdy Metella Dauphins du Toulouse OEC       | 52 s 89        |
| 200 m      | Jordan Coelho Etampes Natation                 | 1 min 57 s 86    | Thomas Vilaceca Montauban Natation             | 2 min 0 s 24  | Hugo Tormento CN Calédoniens                 | 2 min 1 s 24   |
| 4 nages    |                                                |                  |                                                |               |                                              |                |
| 200 m      | Guillaume Strohmeyer Olympic Nice Natation     | 2 min 3 s 00     | Ganesh Pedurand Dauphins du Toulouse OEC       | 2 min 3 s 20  | Romain Landry Dauphins du Toulouse OEC       | 2 min 3 s 59   |
| 400 m      | Quentin Coton CN Antibes                       | 4 min 22 s 22    | Arnaud Rondan NC Nîmes                         | 4 min 23 s 15 | Romain Béraud AAS Sarcelles Nat. 95          | 4 min 24 s 38  |

### Podium femmes
| Discipline | Or                                       | Temps            | Argent                                      | Temps         | Bronze                                            | Temps         |
| Nage libre |                                          |                  |                                             |               |                                                   |               |
| 50 m       | Anna Santamans Q Olympic Nice Natation   | 25 s 16          | Justine Bruno Beauvaisis Aquatic Club       | 26 s 00       | Mathilde Cini Valence Triathlon                   | 26 s 09       |
| 100 m      | Charlotte Bonnet Olympic Nice Natation   | 55 s 43          | Mylène Lazare AAS Sarcelles Nat. 95         | 55 s 50       | Margaux Fabre Canet 66 Natation                   | 56 s 26       |
| 200 m      | Camille Muffat Q Olympic Nice Natation   | 1 min 54 s 87 RF | Coralie Balmy Dauphins du Toulouse OEC      | 1 min 58 s 42 | Charlotte Bonnet Olympic Nice Natation            | 1 min 58 s 55 |
| 400 m      | Camille Muffat Q Olympic Nice Natation   | 4 min 1 s 13 RF  | Coralie Balmy Q Dauphins du Toulouse OEC    | 4 min 5 s 45  | Ophélie-Cyrielle Étienne Dauphins du Toulouse OEC | 4 min 9 s 61  |
| 800 m      | Coralie Balmy Q Dauphins du Toulouse OEC | 8 min 29 s 96    | Aurélie Muller CN Sarreguemines             | 8 min 45 s 55 | Adeline Martin CN Antibes                         | 8 min 47 s 83 |
| Dos        |                                          |                  |                                             |               |                                                   |               |
| 50 m       | Laure Manaudou CN Marseille              | 28 s 13 RF       | Cloé Credeville Nantes Natation             | 29 s 03       | Alexianne Castel Dauphins du Toulouse OEC         | 29 s 11       |
| 100 m      | Laure Manaudou Q CN Marseille            | 1 min 0 s 16     | Alexianne Castel Q Dauphins du Toulouse OEC | 1 min 0 s 56  | Cloé Credeville Nantes Natation                   | 1 min 0 s 95  |
| 200 m      | Laure Manaudou Q CN Marseille            | 2 min 8 s 06     | Alexianne Castel Q Dauphins du Toulouse OEC | 2 min 8 s 57  | Cloé Credeville Nantes Natation                   | 2 min 9 s 79  |
| Brasse     |                                          |                  |                                             |               |                                                   |               |
| 50 m       | Coralie Dobral Montauban Natation        | 32 s 03          | Fanny Babou CNS Saint-Estève                | 32 s 16       | Sophie de Ronchi ES Massy Natation                | 32 s 31       |
| 100 m      | Fanny Babou CNS St-Estève                | 1 min 10 s 37    | Coralie Dobral Montauban Natation           | 1 min 10 s 60 | Claire Polit ASPTT Montpellier                    | 1 min 10 s 66 |
| 200 m      | Coralie Dobral Montauban Natation        | 2 min 28 s 63    | Géraldine Huffner Montpellier ANUC          | 2 min 32 s 91 | Fanny Babou CNS Saint-Estève                      | 2 min 33 s 21 |
| Papillon   |                                          |                  |                                             |               |                                                   |               |
| 50 m       | Anna Santamans Olympic Nice Natation     | 26 s 64          | Justine Bruno Beauvaisis Aquatic Club       | 26 s 82       | Angéla Tavernier ES Nanterre                      | 27 s 12       |
| 100 m      | Justine Bruno Beauvaisis Aquatic Club    | 59 s 55          | Aurore Mongel ASPTT Strasbourg              | 59 s 71       | Léa Giraudon CN 95 Ezanville                      | 1 min 0 s 33  |
| 200 m      | Lara Grangeon CN Calédoniens             | 2 min 9 s 41     | Aurore Mongel ASPTT Strasbourg              | 2 min 9 s 67  | Léa Giraudon CN 95 Ezanville                      | 2 min 13 s 35 |
| 4 nages    |                                          |                  |                                             |               |                                                   |               |
| 200 m      | Sophie de Ronchi ES Massy Natation       | 2 min 14 s 88    | Lara Grangeon CN Calédoniens                | 2 min 15 s 54 | Adeline Martin CN Antibes                         | 2 min 15 s 90 |
| 400 m      | Lara Grangeon Q CN Calédoniens           | 4 min 40 s 12    | Isabelle Mabboux AC Boulogne-Billancourt    | 4 min 49 s 21 | Adeline Martin CN Antibes                         | 4 min 51 s 32 |